# Трамвай Камагуэя
Трамвай Камагуэя - трамвайная система общественного транспорта, действовавшая преимущественно в первой половине 20 века в городе Камагуэей.

## История

### Причины создания
В 19 веке Камагуэй стал активно развиваться благодаря созданию в городе бизнесменом William Van Horne компании Cuba Company Railway. В результате появилась необходимость в создании системы общественного транспорта, чтобы связать удаленные районы растущего города с центром.

### Трамвай на конной тяге
Первоначально появились трамваи с конной тягой. Enrique Loynaz del Castillo основал в 1893 году кампанию Ferrocarril Urbano de Puerto Príncipe.  В 1893 году были заказаны 6 пассажирских вагонов и 6 открытых платформ, а также несколько километров рельс. Поставщиком стала американская John Stephenson Company из Нью-Йорка. Это были бывшие в употреблении вагоны и рельсы. Они были доставлены 31 марта 1894 года. В них контрабандой были провезены 200 ружей и 48000 патронов, для войны Кубы за независимость против Испании. Однако оружие было изъято властями в пункте назначения. 3 июня 1894 года были проложены первые рельсы, а 8 декабря 1894 году было запущено движение от железнодорожной станции по центру города. В 1895 линия была продлена до южных кварталов. Однако трамвай проработал лишь до марта 1900 года. Активы были выкуплены компанией Puerto Principe Electric Co. Рельсы были демонтированы в ноябре 1900 года.

### Развитие
Летом 1905 года было предложено решение по запуску электрических трамваев.
В 1906 году в Канаде была создана Camaguey Electric Company ltd., которая выкупила активы Puerto Principe Electric Co., в том числе концессию трамваев с конной и трамваев с электрической тягой в городе Камагуэй, став эксклюзивным поставщиком услуг электрического освещения и трамвайного транспорта. Концессионный договор на трамвайные перевозки был заключен до 22 сентября 1966 года. Предпосылками сделки явилось большое влияние канадской диаспоры и бизнеса в Камагуэе. Проект электрического трамвая Камагуэя и его реализация были выполнены инженером по имени Fred Warren Teele.
Уже в 1908 году новые линии были построены и движение запущено. Первую четверть 20 века можно назвать периодом развития трамвая в Камагуэе. Поставщиком первых 8 трамваев предположительно явилось одно из канадских предприятий. Движение по путям с колеей 1435 мм началось 1 мая 1908 года. В конце того же года был заказан дополнительный четырехосный трамвай-платформа на заводе Брилла.
В 1912 году были закуплены еще 4 трамвая (номера 10-13), которые использовались на запущенной в августе 1913 года линии, проложенной по западным кварталам города.
Еще 6 трамваев были закуплены в 1918 году. Они имели двери по центру с одной стороны. На линиях были построены разворотные круги или поворотные треугольники.
10 октября 1921 года был открыт маршрут, охватывающий юго-восточные районы города. В 1922 году на него были добавлены еще три трамвая.

### Угасание
В 1923 году Camaguey Electric Company ltd. продала свой бизнес, связанный с электричеством американскому холдингу Electric Bond & Share. А в 1926 году владельцем трамвайной сети стала американская компания Havana Electric Railway, основанная бизнесменами из Америки, Канады и Франции. Без должного внимания к камагуэйскому подразделению, трамвайная система стала приходить в запустение. После аварии в 1946 году Транспортная комиссия (Comisión Nacional de Transportes) издала директиву о необходимости полной реновации путей и трамваев. Из-за уменьшения количества подвижного состава и сокращения маршрутов, доходы компании снизились, рабочие устраивали забастовки из-за невыплаты зарплаты. В 1950 году головное предприятие Havana Electric Railway было ликвидировано, а в 1951 году трамваи и линии были отданы в управление Cooperativa de Transportes de Camagüey, однако подвижной состав остался прежним и не превысил числа в 20 трамваев за всю историю. Самый молодой трамвай был произведен в начале 1920-х годов.
Причиной угасания трамвайной системы явилось распространение внутригородских автобусных маршрутов и личного автотранспорта.  Трамваи перестали ходить по городу 23 февраля 1952 года.

## Недостатки
Скорость движения трамваев была небольшой, на перекрестках часто отцеплялись штанговые токоприемники, что приводило к остановке трамваев. Группы детей часто останавливали трамвай принудительно отцепляя токоприемник, чтобы осуществить посадку или высадку в неположенном месте.

## Происшествия
Как правило, трамвайное движение происходило без происшествий. Но зачастую пострадавшими становились дети-велосипедисты, которые цеплялись за трамвай, чтобы не крутить педали. Падая, они иногда попадали под колеса и теряли конечности. История помнит лишь одно серьезное происшествие. В 1946 году трамвай сошел с рельсов и врезался в стену, придавив женщину. Она скончалась.

## Текущее состояние
По состоянию на 2024 год движение отсутствует, контактная сеть демонтирована, рельсы частично демонтированы, частично заасфальтированы. Все трамвайные вагоны утрачены. Рельсы частично уцелели, так как являлись часть дорожного полотна выложенного брусчаткой, отлично сохранившегося с момента установки в 1921 году. 